# Clitocybula
Clitocybula es un género de hongos en la familia Marasmiaceae. El género fue circunscrito por Georges Métrod en 1952.

## Descripción
Los cuerpos fructíferos de Clitocybula son pequeños a medianos, su morfología va de clitociboide, collibioide, micenoide, pleurotoide, a omfalinoide. Sus laminillas se prolongan por la parte superior del estipe, el cual es cilíndrico de diámetro igual a su largo. Las esporas de Clitocybula son lisas de forma elípticas a esféricas, hialinas (translúcidas), y principalmente amiloides (cambiando de tono con el reactivo de Melzer).

## Especies
- Clitocybula abundans (Peck) Singer 1954
- Clitocybula aperta (Peck) Singer 1962
- Clitocybula azurea Singer 1973[4]
- Clitocybula canariensis Barrasa, Esteve-Rav. & Dähncke 2006 – Islas Canarias[5]
- Clitocybula esculenta Nagas. & Redhead 1988 – Japón[6]
- Clitocybula familia (Peck) Singer 1954
- Clitocybula flavoaurantia (Contu) E.F.Malysheva, O.Morozova & Contu 2011 – Italia[7]
- Clitocybula globispora  (Raithelh.) Raithelh. 1983
- Clitocybula grisella  (G.Stev. & G.M.Taylor) E.Horak 1971
- Clitocybula intermedia  (Kauffman) Raithelh. 1979
- Clitocybula lacerata  (Scop.) Métrod 1952 – Reino Unido
- Clitocybula lignicola  (Lar.N. Vassiljeva) E.F.Malysheva & O.Morozova 2011[7]
- Clitocybula mellea Singer 1954
- Clitocybula oculata  (Murrill) H.E.Bigelow 1973
- Clitocybula oculus (Peck) Singer 1962
- Clitocybula omphaliiformis Pegler 1977
- Clitocybula paropsis  Raithelh. 1990[8]
- Clitocybula striata Dähncke, Contu & Vizzini 2010
- Clitocybula taniae Vila 2002 – Europa[9]
- Clitocybula tarnensis  (Speg.) Singer 1954
- Clitocybula tilieti  (Singer) Singer 1962
- Clitocybula wildpretii (Bañares, Beltrán-Tej. & Bon) Esteve-Rav., Barrasa & Bañares 2008